# Ignacio González Brazeiro
Juan Ignacio González Brazeiro (Paysandú, Uruguay; 5 de noviembre de 1993) es un futbolista uruguayo. Juega como interior izquierdo en el Paysandú F.C de la Primera División Amateur de Uruguay.

## Selección nacional
El 21 de mayo de 2015 fue incluido en la lista preliminar de 30 jugadores para defender a la selección de Uruguay en los Juegos Panamericanos de Toronto.
El 17 de junio fue confirmado en la lista de 18 jugadores para defender a la Celeste en los Panamericanos que se realizarán en Canadá.

### Participaciones en juveniles
| Competición                  | Sede   | Resultado      | Partidos | Goles |
| ---------------------------- | ------ | -------------- | -------- | ----- |
| Juegos Panamericanos de 2015 | Canadá | Medalla de oro | 5        | 0     |

| Detalles de partidos con la Sub-22 | Detalles de partidos con la Sub-22 | Detalles de partidos con la Sub-22 | Detalles de partidos con la Sub-22 | Detalles de partidos con la Sub-22 | Detalles de partidos con la Sub-22  | Detalles de partidos con la Sub-22 | Detalles de partidos con la Sub-22 | Detalles de partidos con la Sub-22 | Detalles de partidos con la Sub-22 |
| N°                                 | Rival                              | Resultado                          | Fecha                              | Lugar                              | Competencia                         | Goles                              | Asistencias                        | Ref.                               |                                    |
| ---------------------------------- | ---------------------------------- | ---------------------------------- | ---------------------------------- | ---------------------------------- | ----------------------------------- | ---------------------------------- | ---------------------------------- | ---------------------------------- | ---------------------------------- |
| 1                                  | Trinidad y Tobago                  | 4:0 (3:0)                          | 13 de julio de 2015                | Hamilton · Canadá                  | Juegos Panamericanos Fase de grupos | -                                  | -                                  | 1                                  |                                    |
| 2                                  | México                             | 0:1 (0:0)                          | 17 de julio de 2015                | Hamilton · Canadá                  | Juegos Panamericanos Fase de grupos | -                                  | -                                  | 2                                  |                                    |
| 3                                  | Paraguay                           | 1:0 (0:0)                          | 21 de julio de 2015                | Hamilton · Canadá                  | Juegos Panamericanos Fase de grupos | -                                  | -                                  | 3                                  |                                    |
| 4                                  | Brasil                             | 2:1 (0:0)                          | 23 de julio de 2015                | Hamilton · Canadá                  | Juegos Panamericanos Semifinales    | -                                  | -                                  | 4                                  |                                    |
| 5                                  | México                             | 1:0 (1:0)                          | 26 de julio de 2015                | Hamilton · Canadá                  | Juegos Panamericanos Final          | -                                  | -                                  | 5                                  |                                    |

## Estadísticas

### Clubes
Actualizado al 15 de octubre de 2017.
| Danubio · Uruguay | 1ª            | 2012/13       | 11  | 1 | - | - | -  | - | 11  | 1 |
| Danubio · Uruguay | 1ª            | 2013/14       | 30  | 4 | - | - | -  | - | 30  | 4 |
| Danubio · Uruguay | 1ª            | 2014/15       | 26  | 3 | - | - | 8  | 0 | 34  | 3 |
| Danubio · Uruguay | 1ª            | 2015/16       | 21  | 0 | - | - | 2  | 0 | 23  | 0 |
| Danubio · Uruguay | 1ª            | 2016          | 12  | 1 | - | - | -  | - | 12  | 1 |
| Danubio · Uruguay | 1ª            | 2017          | 17  | 0 | 4 | 0 | 2  | 0 | 23  | 0 |
| Danubio · Uruguay | Total club    | Total club    | 116 | 9 | 4 | 0 | 12 | 0 | 132 | 9 |
| Total carrera | Total carrera | Total carrera | 116 | 9 | 4 | 0 | 12 | 0 | 132 | 9 |
| (1)Incluidos los datos del desempate por el Campeonato Uruguayo (2013-14) (2)Incluidos los datos del Torneo Intermedio (2017) (3)Incluidos los datos de la Copa Sudamericana (2014, 2015 y 2017) y Copa Libertadores (2015) |               |               |     |   |   |   |    |   |     |   |

### Selecciones
Actualizado al 23 de julio de 2015.
Último partido citado: Uruguay 1 - 0 México
| Sub-22 · Uruguay                                          | 2014/15       | 5 | 0 | - | - | 0 | 0 | 5 | 0 |
| Sub-22 · Uruguay                                          | Total sel.    | 5 | 0 | - | - | 0 | 0 | 5 | 0 |
| Total carrera                                             | Total carrera | 5 | 0 | - | - | 0 | 0 | 5 | 0 |
| (1)Incluidos los datos de los Juegos Panamericanos (2015) |               |   |   |   |   |   |   |   |   |

## Palmarés

### Títulos internacionales
| Competición          | Equipo         | País   | Año  |
| -------------------- | -------------- | ------ | ---- |
| Juegos Panamericanos | Uruguay Sub-22 | Canadá | 2015 |

### Títulos nacionales
| Competición         | Equipo        | País    | Año  |
| ------------------- | ------------- | ------- | ---- |
| Torneo Apertura     | Danubio F. C. | Uruguay | 2013 |
| Campeonato Uruguayo | Danubio F. C. | Uruguay | 2014 |

### Títulos amistosos
| Competición    | Club          | País    | Año  |
| -------------- | ------------- | ------- | ---- |
| Copa Suat      | Danubio F. C. | Uruguay | 2014 |
| Copa Multident | Danubio F. C. | Perú    | 2014 |